# Dood van Mawda Shawri

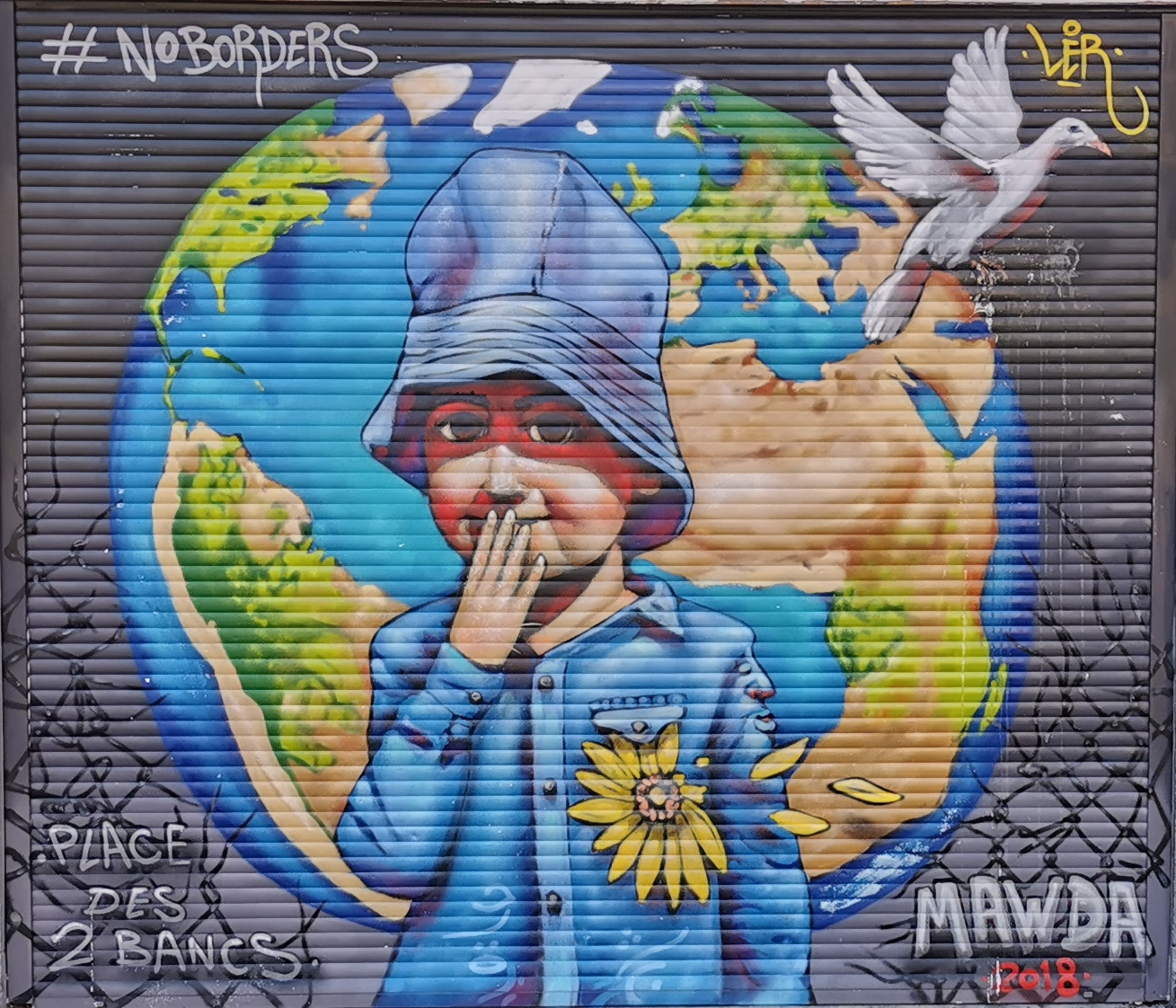
Schildering van Mawda in Brussel

De dood van Mawda Shawri vond plaats in het Belgische Ghlin op 17 mei 2018 door een politiekogel. Het slachtoffer was een Koerdisch-Iraakse peuter geboren op 14 april 2016. Ze werd dodelijk getroffen tijdens de achtervolging van een bestelwagen met transmigranten op de E42 in België. De schutter is geïdentificeerd en in 2020 veroordeeld.

## Migratietraject
De Koerdische ouders van Mawda waren in 2015 gevlucht uit Irak. Ze vroegen asiel in Duitsland, waar Mawda werd geboren, en trokken dan verder naar familie in het Verenigd Koninkrijk. Vanwege de Dublinregels werden ze teruggestuurd naar Duitsland. Met de intentie om terug te keren naar het VK, vestigden ze zich voorjaar 2018 in het Franse Grande-Synthe, waar ze in een sportzaal verbleven. Enkele weken later probeerde het gezin zich in België op een vrachtwagen richting VK te laten smokkelen. De bestelwagen die hen vervoerde raakte betrokken in een nachtelijke politieachtervolging, met noodlottige afloop voor Mawda.

## Onderzoek naar Mawda's dood

### Aanvankelijke communicatie van het parket van Doornik
Op donderdag 17 mei 2018, de dag van de feiten, deelde het parket van Doornik mee dat er een dodelijk slachtoffer was gevallen bij een politieactie tegen mensensmokkelaars. De parketwoordvoerder verklaarde dat een tweejarig meisje overleden was aan een hoofdletsel, vermoedelijk een schedelbreuk, maar dat de politie geen schoten had gelost. Later die dag volgde een rechtzetting: de politie had geschoten maar zonder Mawda te raken, want ze vertoonde geen kogelwonden. Volgens de parketwoordvoerder had het Comité P reeds vastgesteld dat de politieagenten geen verantwoordelijkheid trof voor de dood van het meisje. Als alternatieve verklaringen suggereerde hij ziekte, de schok van het ongeval of een slag op het hoofd toegebracht door een inzittende.
De omstandigheden werden als volgt toegelicht. Een patrouille van de wegpolitie had ter hoogte van parkeerterrein Hulplanche een Peugeot Boxer opgemerkt die opvallend zwaar geladen was en waarvan bij nader onderzoek de nummerplaat niet bij het voertuig hoorde, maar wel op naam stond van iemand die bekend was bij het gerecht. Zich onttrekkend aan een poging tot controle, reed de bestuurder weg. Bij de achtervolging, aan ongeveer 90 km/h, waren een vijftiental politiewagens en een dertigtal agenten betrokken. Nog altijd volgens het parket wierpen de inzittenden projectielen door het raam en hielden ze op een bepaald moment zelfs een kind erdoor, wellicht in de hoop dat de politie de achtervolging zou staken uit schrik dat ze het naar buiten zouden gooien. Dit laatste gerucht bleek later echter onjuist.
Nadat agenten het vuur openden op de banden van de bestelwagen, kwam het voertuig tot stilstand ter hoogte van parkeerterrein Maisières doordat het op een voorligger botste. Binnenin bleken zich 30 personen te bevinden, waaronder vier kinderen. Een ervan, Mawda, was er erg aan toe en werd naar het ziekenhuis vervoerd, waar haar overlijden werd vastgesteld. Alle inzittenden waren opgepakt en verhoord in verband met belemmering van het verkeer, poging tot moord, gewapende opstand, mensensmokkel en het niet bijstaan van een persoon in nood.
Na de autopsie moest het Doornikse parket zich vrijdagochtend opnieuw verbeteren: Mawda was toch gestorven door een schot. Het kon niet bevestigen dat de kogel, die de peuter in het gezicht had getroffen, van de politie kwam. Die bevestiging kwam er enkele uren later via een anonieme bron, en enige tijd nadien officieel. Volgens het parket was de onterechte ontkenning van de kogelwond gebaseerd op de vaststellingen van de spoedarts. Een reden voor de aanvankelijke ontkenning van het schieten werd niet gegeven. Nog in de namiddag volgde verdere informatie over de afloop. Het parket sprak over het opzetten van een 'muizenval' door de politie, die een vrachtwagen had opgevorderd en dwars over de weg gezet om de uitrit van het parkeerterrein in Maisières te blokkeren. Het busje werd door politiewagens het parkeerterrein op gedwongen, waarna het tegen een vrachtwagen tot stilstand kwam. Vermoedelijk had de bestuurder zijn plaats toen al verlaten.
Gevraagd wanneer er geschoten was, beriep de parketwoordvoerder zich op het onderzoeksgeheim. Andere gerechtelijke bronnen beweerden dat dit was gebeurd nadat de bestelwagen tot stilstand was gekomen: "Toen de agenten uitstapten, trapte de bestuurder het gaspedaal opnieuw in en probeerde hij politieagenten omver te rijden. Daarom vuurden de agenten meerdere schoten af". Volgens nog een andere gerechtsmededeling was Mawda getroffen door een afgeketste kogel die van baan was veranderd.

### Verklaring van de ouders
Op zondag 20 mei hielden de ouders van Mawda een getolkte persconferentie in het kantoor van hun advocaten. De moeder verklaarde dat ze niet hadden mogen plaatsnemen in de ambulance bij hun dochter, noch zich naar het ziekenhuis begeven. Ze waren meegenomen voor verhoor en afzonderlijk opgesloten in een cel. Pas vrijdag waren ze ingelicht over de dood van hun dochter, daags nadat het in de pers had gestaan. De vader verklaarde dat ze vooraan in de bestelwagen zaten toen een passagier in de politiewagen links naast hen zijn pistool bovenhaalde, op de chauffeur mikte en één keer schoot. Na het schot zat zijn vrouw onder het bloed. Hij zei ook dat ze uitstapten met de zwaargewonde Mawda in hun armen en om een ziekenwagen riepen, maar onder schot werden gehouden en niet mochten bewegen zodat het lang duurde vooraleer Mawda hulp kreeg. Volgens de advocaten hadden de ouders geen vertrouwen meer in het gerecht en vroegen ze een onafhankelijk onderzoek, bij voorkeur door een parlementaire onderzoekscommissie.
De dag voordien had Het Nieuwsblad een afwijkende versie gepubliceerd op basis van een interview met de familie en een tolk in Bergen. Volgens de krant beweerde de moeder toen dat het dodelijke schot gevallen was na stilstand van het voertuig: "Toen we over de snelweg reden, is er een eerste keer geschoten. Maar toen de bestelwagen stilstond op de parking en er mensen uitstapten, heeft een agent nog een tweede keer geschoten. Mijn man kon de kogel ontwijken. Maar Mawda, die in mijn armen lag, had geen kans. Er is geen sprake van een afgeketste kogel."

### Verdere informatie van het openbaar ministerie
Op dinsdag 22 mei namen de procureur des Konings van Bergen-Doornik en de procureur-generaal van Bergen met een persconferentie de gerechtelijke communicatie in handen.  Onder voorbehoud van lopend onderzoek legden ze uit dat een schot was afgevuurd door een politieagent die op de banden mikte. De bestelwagen probeerde dan het politievoertuig te rammen, waardoor het bruusk moest uitwijken en de agent, die de vinger op de trekker had, te hoog richtte maar wegens de druk het schot niet kon tegenhouden. De onderzoeksrechter had beslist om de agent niet in verdenking te stellen. De inzittenden waren ondertussen allemaal vrijgelaten omdat de mensensmokkelaar niet kon worden geïdentificeerd.
Voorts werd gesteld dat een en ander zonder de gevaarlijke maneuvers van het busje - remmen en uitzwenken - misschien niet was gebeurd; dat volgens hun verklaring de agenten niet wisten of er mensen in het busje zaten of niet; dat ze de parketmagistraat ter plaatse niet hadden geïnformeerd over een schot. De ouders ten slotte mochten niet naar hun dochter omdat de parketmagistraat eerst wilde uitmaken wie slachtoffer was en wie smokkelaar.

## Reacties
Op 17 mei 2018 blokkeerden een zestigtal migranten uit protest de A16 ter hoogte van Grande-Synthe in beide richtingen. Grande-Synthe is waar familie van Mawda verbleef. Na enkele arrestaties werd de blokkade opgeheven.
De volgende dag werd in Brussel betoogd door enkele honderden mensen. De organisatoren hielden de ministers Jambon en Francken "politiek en ideologisch verantwoordelijk voor deze moord". Ze eisten ontslag, zoals minister Tobback twintig jaar eerder nam na de dood van Semira Adamu. De politie verhinderde dat ze naar het kabinet van Jambon trokken.
Minister Jambon zei dat hij meeleefde met de slachtoffers van de schietpartij en met de agenten. Na te hebben verklaard de definitieve vaststellingen van het parket te willen afwachten, stelde hij dat de politiediensten hun werk hadden gedaan.

## Strafprocessen
Op 8 juli 2020 besliste de raadkamer in Bergen om de politieagent die het schot afvuurde te verwijzen naar de correctionele rechtbank om zich te verantwoorden voor onopzettelijke doodslag. De ouders van Mawda hadden verzocht om de aanklacht te verstrengen tot moord of slagen en verwondingen met de dood tot gevolg, maar dat verzoek werd door de raadkamer verworpen. Naast de politieagent werden ook de vermoedelijke smokkelaar en de bestuurder van de bestelwagen naar de correctionele rechtbank verwezen voor kwaadwillige belemmering van het verkeer met de dood als verzwarende omstandigheid.
In de aanloop naar de zitting van 23-24 november 2020 kwam er internationale aandacht voor het proces. Roger Waters, Ken Loach, Mike Leigh, Thurston Moore en andere beroemdheden plaatsten videoboodschappen op sociale media om hun steun uit te spreken voor de campagne #Justice4Mawda.
De correctionele rechtbank van Bergen veroordeelde op 12 februari 2021 twee van de drie beschuldigden. De politieman die de kogel vuurde, kreeg een jaar cel en 5.000 euro boete, beiden met uitstel. Volgens de rechtbank konden zijn verklaringen niet op een serieuze manier worden tegengesproken, maar kwam het schieten terwijl er andere manieren waren om de auto te doen stoppen neer op onopzettelijke doodslag. De bestuurder van de bestelwagen kreeg vier jaar effectieve opsluiting voor kwaadwillige belemmering van het verkeer. De persoon op de passagiersstoel werd vrijgesproken. Eén getuigenis werd onvoldoende geacht om te concluderen dat hij de chauffeur instructies gaf om snel en gevaarlijk te gaan rijden. 
Het proces rond mensensmokkel vond plaats voor de correctionele rechtbank van Luik. Deze sprak op 31 maart 2021 zes veroordelingen uit, waarvan drie bij verstek. De bestuurder kreeg bovenop zijn eerdere straf nog een jaar extra gevangenis, terwijl de actieve smokkelaar vijf jaar gevangenisstraf en een boete van 208.000 euro kreeg.
De veroordeelde politieman ging in hoger beroep en kreeg met tien maanden voorwaardelijke gevangenis een lichtere straf van het Hof van Beroep van Bergen. Twee betichten van mensensmokkel tekenden ook beroep aan maar zagen hun straf bevestigd door het Hof van Beroep van Luik.

## Regularisatie
In december 2020 kende staatssecretaris voor Asiel & Migratie Sammy Mahdi een permanente verblijfsvergunning toe aan de ouders van de overleden Mawda. Hij verklaarde op de radio: Het is zo dat die ouders misschien een aantal keuzes hebben gemaakt die ik moeilijk kan begrijpen. Maar los daarvan ligt hun kind hier begraven.

## Veroordeling van België
De vzw Défense des Enfants-International begon eind 2021 een rechtszaak om de Belgische Staat aansprakelijk te stellen voor structurele fouten tijdens de interventie en de operatie waarbinnen deze kaderde. Van de elf verweten tekortkomingen werden er op 17 februari 2023 twee gegrond verklaard door de rechtbank van eerste aanleg van Brussel: het nalaten rekening te houden met de hogere belangen van het kind bij de uitvoering van operatie Medusa en het niet opleiden van de politiediensten om het recht op leven van kinderen te garanderen bij potentieel gewelddadige onderscheppingen. Voor deze nalatigheden werd de overheid veroordeeld tot een symbolische morele schadevergoeding van 1 euro aan de vzw. Voorts kreeg de Staat de verplichting opgelegd om de politiediensten op te leiden over het gebruik van geweld en de rechten van het kind in het kader van dergelijke operaties.

## Voetnoten
1. ↑  Belgian authorities admit two-year-old girl was shot after police chase, theguardian.com, 18 mei 2018. Gearchiveerd op 17 mei 2023.
2. ↑  Bizarre communicatie vol onwaarheden van parket over dood Mawda roept vragen op, dewereldmorgen.be, 18 mei 2018
3. 1 2  Overleden meisje was met ouders en broer onderweg naar Verenigd Koninkrijk, nieuwsblad.be, 17 mei 2018. Gearchiveerd op 20 maart 2023.
4. ↑  Fillette tuée par balle en Belgique: les parents accusent la police, leparisien.fr, 21 mei 2018
5. ↑  Course-poursuite sur la E42: la petite Mawda, 2 ans, a perdu la vie lors du transfert à l’hôpital, sudinfo.be, 17 mei 2018
6. ↑  Het dossier-Mawda: fatale blunders en nalatigheden. 'Je kunt je afvragen of ze de smokkelaars wel wílden vinden', Humo, 16 juli 2018. Gearchiveerd op 26 augustus 2018.
7. ↑  Mawda, 2 ans, victime de la mafia des passeurs sur la E42 à Mons, sudinfo.be, 18 mei 2018
8. ↑  Mort de Mawda (2 ans) dans une course-poursuite sur la E42: c’est un policier de la route de Mons qui a tiré, il est actuellement auditionné![dode link], sudinfo.be, 18 mei 2018
9. ↑  Mort d'une fillette kurde en Belgique : un tir confirmé mais des circonstances floues, Libération 18 mei 2018. Gearchiveerd op 9 september 2021.
10. ↑  Mort de Mawda (2 ans) dans une course-poursuite sur la E42: le parquet de Tournai confirme que la petite fille a été tuée par balle, sudinfo.be, 18 mei 2018
11. 1 2 3  “Theo assassin!”: honderden mensen eisen ontslag van Francken en Jambon na dood van peuter Mawda, hln.be, 18 mei 2018. Gearchiveerd op 7 juli 2018.
12. ↑  ‘We willen gerechtigheid voor ons kind’, destandaard.be, 19 mei 2018
13. ↑  Ouders doodgeschoten meisje Mawda spreken parket tegen, demorgen.be, 22 mei 2018. Gearchiveerd op 9 juli 2018.
14. ↑  Ouders overleden Mawda (2) doen hun verhaal: “Er is twéé keer geschoten. Mijn dochter maakte geen schijn van kans”, nieuwsblad.be, 19 mei 2018. Gearchiveerd op 23 maart 2019.
15. ↑  “Kogel raakte Mawda omdat politievoertuig moest uitwijken toen hij geramd werd”, nieuwsblad.be, 24 mei 2018. Gearchiveerd op 5 juni 2020.
16. ↑  Dood van 2-jarige Mawda: wat weten we tot nu toe? En wie geeft welke versie van de feiten?, vrtnws.be, 22 mei 2018
17. ↑  Gerecht tast in het duister over smokkelaars Mawda, destandaard.be, 23 mei 2018
18. ↑  Dominique de Graaf, Politieagent in zaak Mawda moet zich verantwoorden voor de correctionele rechtbank. VRT NWS (8 juli 2020). Gearchiveerd op 3 augustus 2020. Geraadpleegd op 8 juli 2020.
19. ↑  Roger Waters, Ken Loach, Noam Chomsky en Thurston Moore hebben een boodschap aan alle Belgen, demorgen.be, 13 november 2020. Gearchiveerd op 16 november 2020.
20. ↑  Politieman in zaak-Mawda krijgt 1 jaar cel met uitstel, een van de vermoedelijke mensensmokkelaars gaat vrijuit, VRT NWS, 12 februari 2021
21. ↑  Gevangenisstraffen van 3 tot 5 jaar voor mensensmokkelaars die betrokken waren bij dood Mawda, hln.be, 31 maart 2021
22. ↑  Agent die peuter Mawda doodschoot ook in beroep schuldig bevonden aan onvrijwillige doodslag, VRTNWS, 4 november 2021
23. ↑  Straf voor mensensmokkelaars in zaak-Mawda bevestigd in beroep, BRUZZ, 18 januari 2022. Gearchiveerd op 27 januari 2023.
24. ↑  Ouders Mawda krijgen permanent verblijfsrecht in ons land van staatssecretaris Mahdi: "Hun kind ligt hier begraven", VRT NWS, 12 februari 2021
25. ↑  Vonnis van de Rechtbank van Eerste Aanleg van Brussel d.d. 17 februari 2023 (Burgerlijke afdeling, 4e kamer, 21/6293/A). Gearchiveerd op 16 maart 2023.